# Scelio
Scelio is een geslacht van vliesvleugelige insecten van de familie Scelionidae.

## Soorten
- S. cinctus Kozlov & Konova, 1990
- S. elongatus Kieffer, 1908
- S. flavibarbis (Marshall, 1874)
- S. fulvipes Foerster, 1856
- S. hieroglyphi Timberlake, 1932
- S. inermis (Zetterstedi, 1840)
- S. integer Kieffer, 1908
- S. longiventris Kieffer, 1908
- S. nikolskyi Oglobin, 1927
- S. popovi Nixon, 1958
- S. rubripes Kieffer, 1908
- S. rufiventris Kozlov & Kononova, 1990
- S. rugosulus Latreille, 1805
- S. thomsoni Kieffer, 1913
- S. uvarovi Oglobin, 1927
- S. vulgaris Kieffer, 1908
- S. walkeri Kieffer, 1913